# سارا تاکاناشی
سارا تاکاناشی (انگلیسی: Sara Takanashi؛ زادهٔ ۸ اکتبر ۱۹۹۶) اسکی‌باز پرش اهل ژاپن است.